# Otto Soltmann
Hermann Julius Otto Soltmann (ur. 17 grudnia 1844 w Berlinie, zm. 19 września 1919 w Szklarskiej Porębie) – niemiecki lekarz pediatra, profesor Uniwersytetu w Lipsku, dyrektor szpitala dziecięcego (Wilhelm-Augusta-Hospital) we Wrocławiu i szpitala dziecięcego w Lipsku. Uważany jest za jednego z twórców neurologii dziecięcej.
Syn farmaceuty Alberta Soltmanna i jego żony Berty Wilhelminy z domu Herbig. Studiował medycynę w Berlinie, Würzburgu, Zurychu, Pradze i Wiedniu. W 1869 roku przedstawił w Berlinie dysertację na stopień doktora medycyny, w tym samym roku zdał egzaminy państwowe. Brał udział w wojnie francusko-pruskiej. Przeniósł się do Wrocławia, gdzie wspólnie z Rudolfem Heidenhainem prowadził badania neurofizjologiczne.